# Mtsangamouji

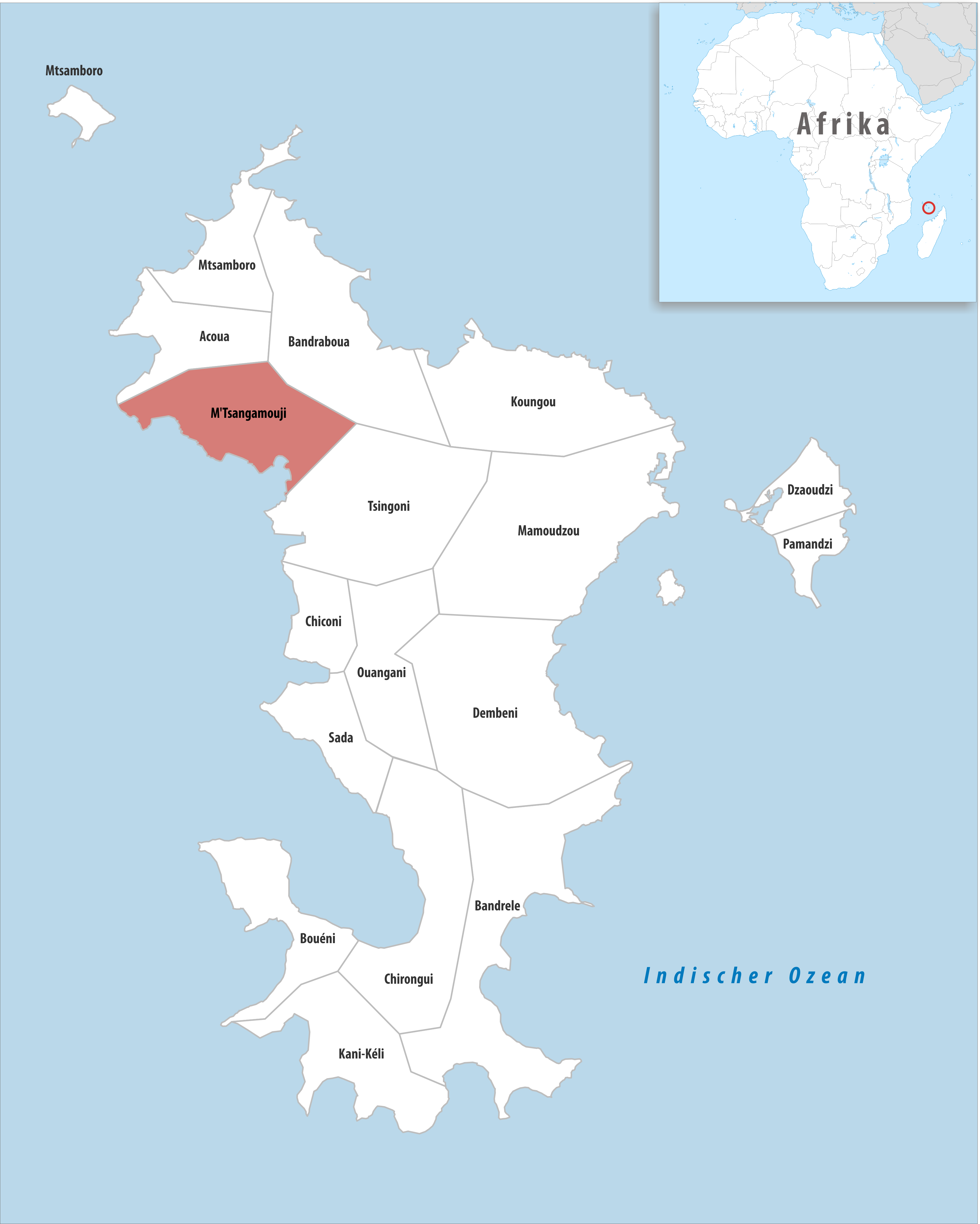
Kommunen Mtsangamoujis läge i Mayotte.

Mtsangamouji (även: M'Tsangamouji) är en kommun i det franska utomeuropeiska departementet Mayotte i Indiska oceanen. År 2017 hade Mtsangamouji 6 432 invånare.

## Byar
Kommunen Mtsangamouji delas i följande byar (folkmängd 2007 inom parentes):
- Mtsangamouji (3 724)
- Chembenyoumba (991)
- Mliha (313)